# Morning Symphony Ideas
Albums de Jimi Hendrix
Live at Clark University
(1999) The Jimi Hendrix Experience Box Set
(2000)
Morning Symphony Ideas est un album posthume de répétitions de Jimi Hendrix sorti en 2000.

## Une musique libre
Recueil de répétitions informelles et de démos embryonnaires, Morning Symphony Ideas est le premier album publié par Dagger Records qui ne soit pas un live. C'est aussi le troisième volume de la série. 
Ignoré par la presse rock, l’album fut disque d’émoi de Jazz magazine. C'est révélateur du public auquel cet album est destiné. à savoir les amateurs d’improvisations libres (terme volontairement préféré à celui de free), et les inconditionnels de Jimi Hendrix.

## Les titres
1. Keep on Grooving - 28:05
2. Jungle - 9:04
3. Room Full of Mirrors - 5:53
4. Strato Strut - 4:38
5. Scorpio Woman (Morning Symphony Ideas) - 21:41
6. Acoustic Demo - 1:08

## Détails
- Pistes 1 et 2 enregistrées au Record Plant Studios à New York le 14 novembre 1969
- Piste 3 enregistrée au Record Plant Studios le 25 septembre 1969
- Piste 4 enregistrée au Record Plant Studios le 19 décembre 1969
- Piste 5 enregistrée sur l'île de Maui à Hawaï en août 1970
- Piste 6 enregistrée dans l'appartement de Jimi à New York en février 1970

## Les musiciens
- Jimi Hendrix : guitare, chant
- Buddy Miles : batterie (sauf 5-6)
- Billy Cox : basse sur Strato Strut